# Pero

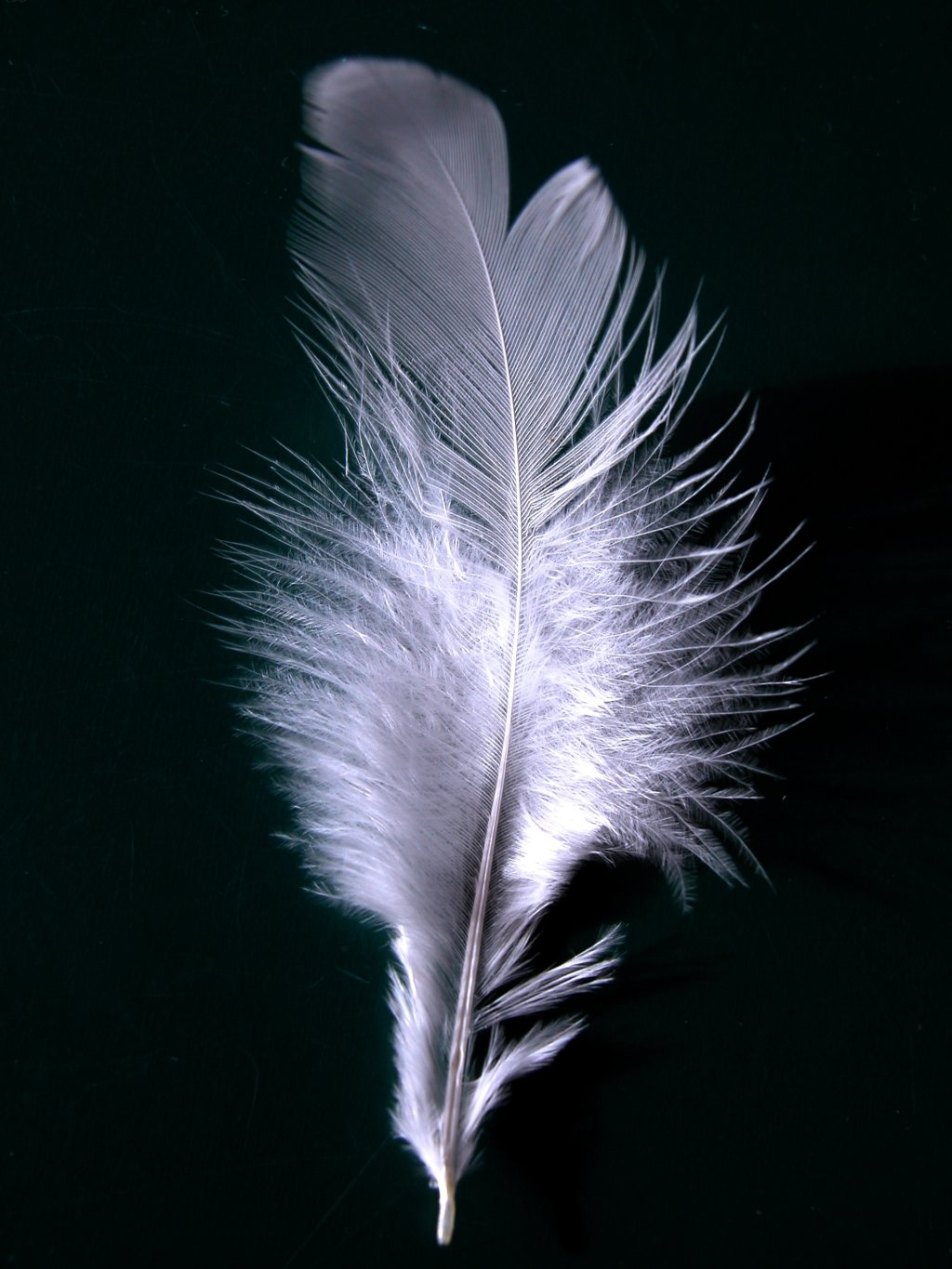

Pero je rohovitý derivát pokožky ptáků, ale také některých tzv. opeřených dinosaurů. Pokrývá ptačí tělo a pomáhá udržet teplotu. Peří chrání také před zraněním a u většiny druhů ptáků pomáhá peří k létání a dává tělu aerodynamický tvar.
Peří je obarvené pigmenty nebo se jeví jako barevné vlivem fyzikálně optických jevů. Na těle neroste rovnoměrně, ale v pruzích. Některá místa na těle ptáka jsou holá a jsou peřím pouze překrytá. Podrobnosti hledejte v samostatném článku peří.

## Stavba pera

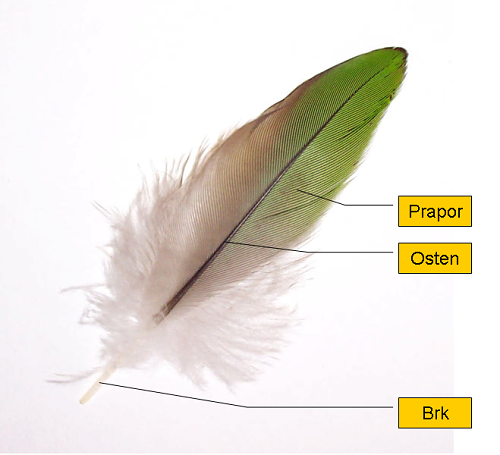

Pero vyrůstá z kůže v místě, zvaném pernice. Každé pero má dutou osu (stvol) a po jeho stranách vyrůstá prapor, který je tvořen větvemi s paprsky a háčky. Část stvolu, která vyrůstá z kůže se nazývá brk, horní část stvolu nesoucí prapor je osten. Pero je vyživováno cévami, které prostupují do dutiny pera.

## Typy per
- vlasové – žádný nebo malý prapor na špičce
- vibris – v koutcích zobáku, nosních otvorů a očí
- krycí nebo obrysové – kryje hlavu, krk, tělo a nohy
- letka – dlouhé pero na křídlech s nesouměrným praporem
- rejdovací nebo rýdovací – pero na ocasu, vyrůstají vějířovitě, obvykle jsou prodloužena a nesymetrická
- prachové – zajišťuje tepelnou izolaci (netvoří prapor)

## Vznik pera
Pero vzniklo přeměnou původní plazí šupiny, doklad ve formě fosilií ale chybí. Známo je ale asi 40 rodů dinosaurů, kteří byli opeření. Není pochyb o tom, že teropodní dinosauři byli předky ptáků a tento znak od nich současní ptáci odvozují. Pera mohla vzniknout před 250 miliony let. Embryologie v posledních letech teprve začíná objevovat mechanismus, vedoucí ke vzniku obrysových per, umožňujících aktivní let.

## Využití člověkem

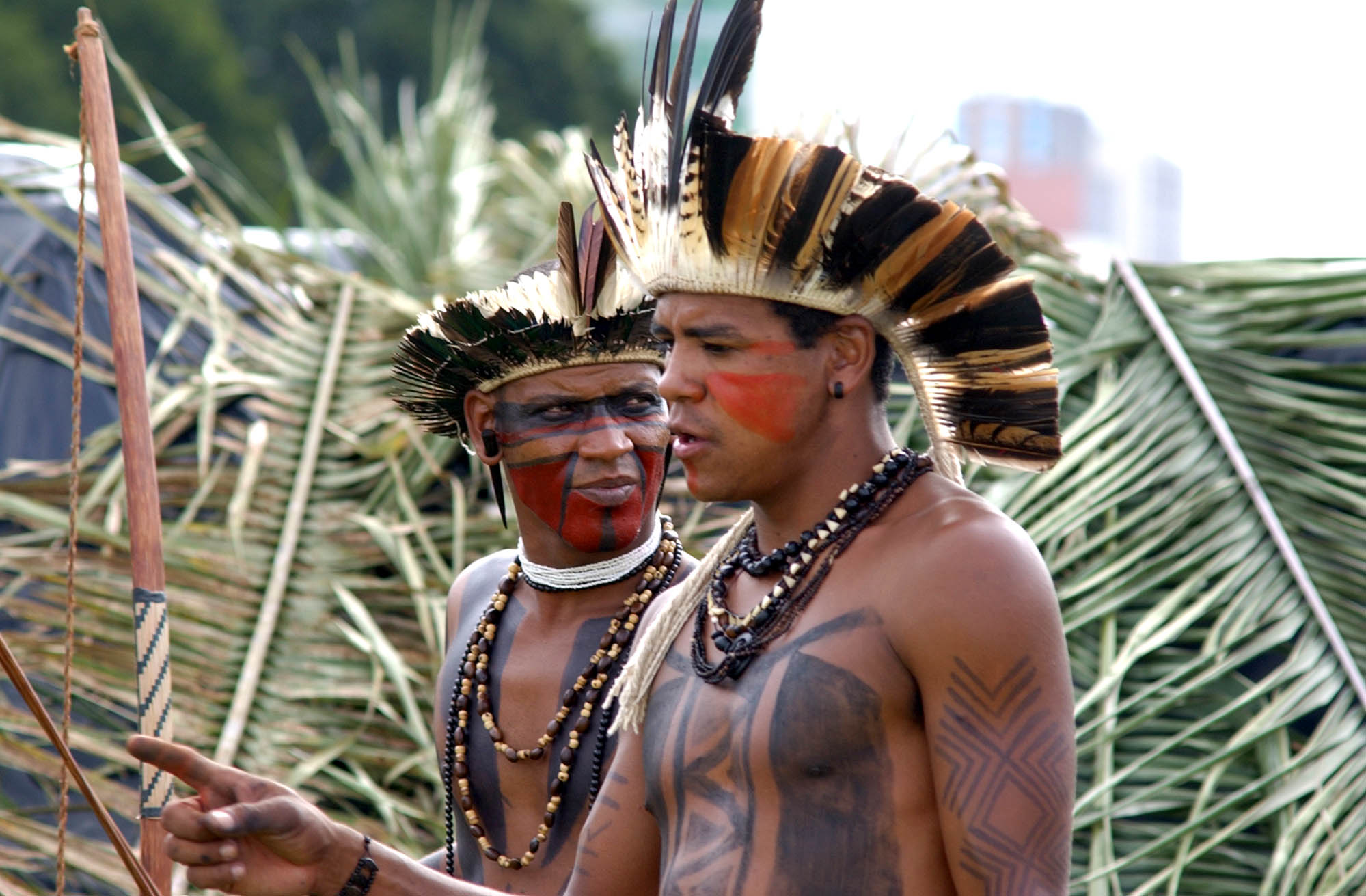
Brazilští indiáni s čelenkou z ptačích per

Lidé používají ptačí peří k mnoha různým účelům.
V minulosti se seříznutý ptačí brk používal ke psaní (viz pero (psací náčiní)), barevná pera zdobila různé pokrývky hlavy. Prachovým peřím se plní polštáře a peřiny.
Pro americké Indiány je čelenka z peří důležitým kulturním a náboženským objektem.
Podle řecké báje se Ikaros pokusil uniknout z ostrova Kréta na umělých křídlech, vyrobených z ptačího peří spojeného voskem.